# جرمينتشوك (سيسينيجا)
جرمينتشوك (بالروسية: Герменчук) هي مدينة في جمهورية الشيشان في روسيا.